# Velká Ves (Lukavec)
Velká Ves (německy Großdorf) je malá vesnice, část městyse Lukavec v okrese Pelhřimov. Nachází se asi 2,5 km na západ od Lukavce. V roce 2009 zde bylo evidováno 38 adres. V roce 2001 zde trvale žilo 42 obyvatel.
Velká Ves je také název katastrálního území o rozloze 4,35 km2.

## Galerie

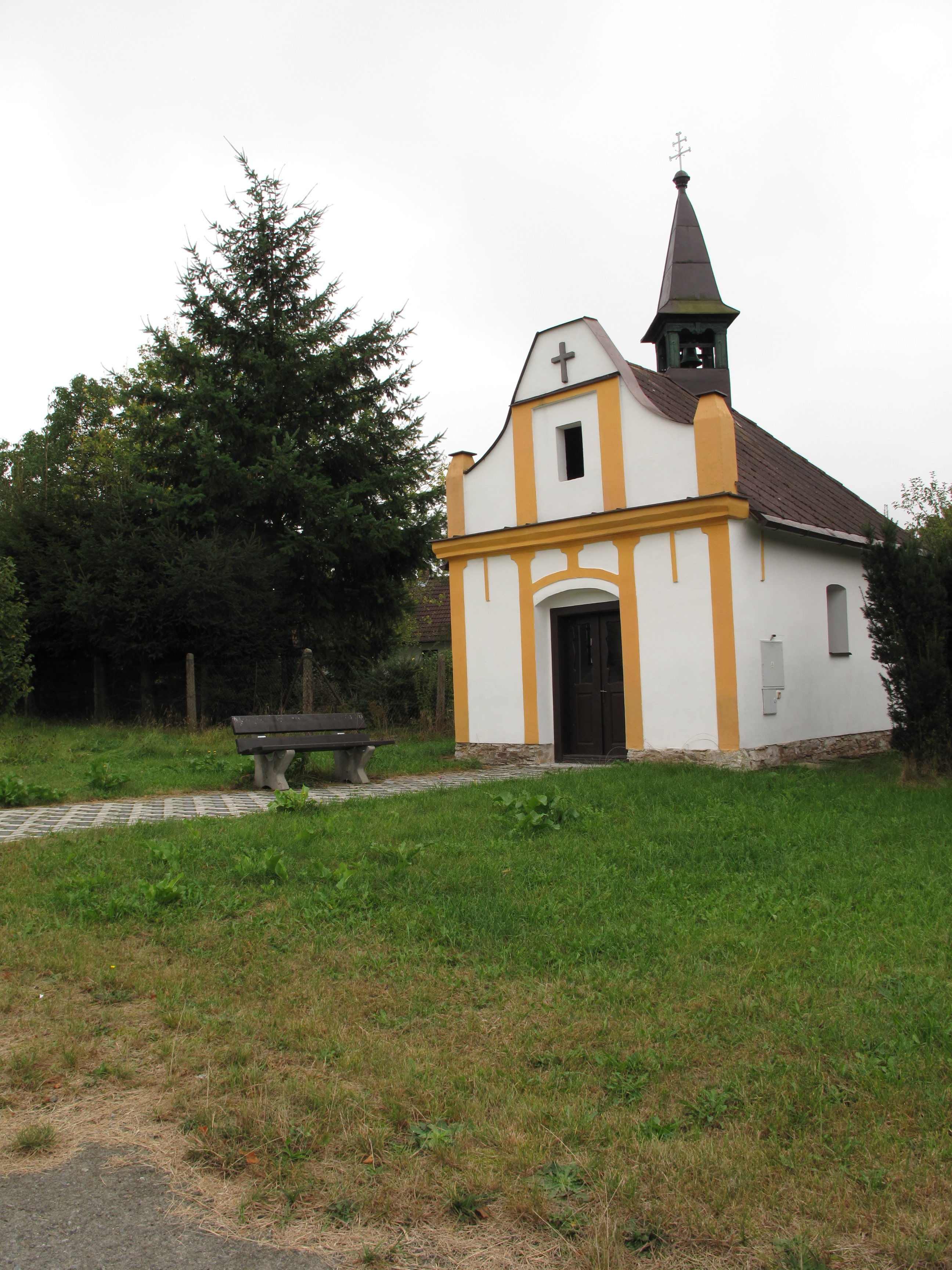
Kaplička
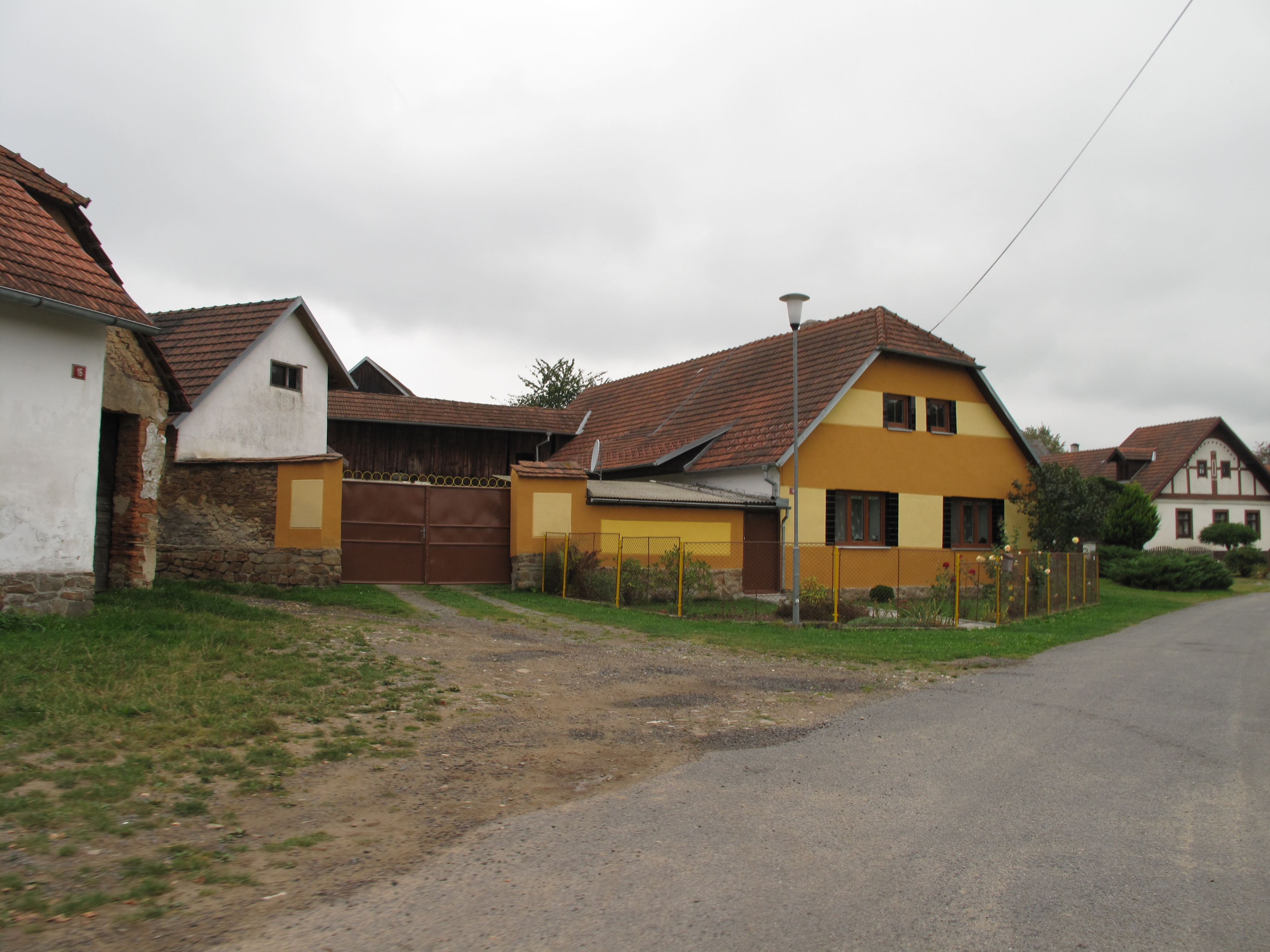
Domy